# Spaced Repetition

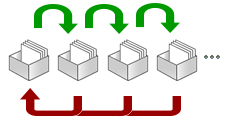
Im Leitner-System werden richtig beantwortete Karten in die nächste Schachtel gelegt, deren Inhalte weniger häufig abgefragt werden. Falsch beantwortete Karten kehren in die erste Schachtel zurück und werden damit häufiger abgefragt.

Spaced repetition („verteilte Wiederholung“) ist eine Lernmethode, die zunehmende Zeitabstände (Intervalle, engl. auch gaps) zwischen der Wiederholung gelernter Inhalte vorsieht. Sie nutzt den „Spacing-Effekt“ aus, wonach Inhalte, die über einen längeren Zeitraum gelernt werden, besser im Gedächtnis bleiben, als solche, die in einer kurzen Zeit intensiv wiederholt werden. Die Technik wird im Englischen auch als spaced rehearsal, expanding rehearsal, graduated intervals, repetition spacing, repetition scheduling, spaced retrieval oder expanded retrieval bezeichnet.
Die Methode ist in verschiedenen Situationen hilfreich. Sie wird aber hauptsächlich dafür angewendet, eine große Menge von Lerninhalten langfristig im Gedächtnis zu behalten. Sie eignet sich daher besonders gut zum Lernen von Vokabeln von Fremdsprachen. Mit Lernkartei-Software kann die Methode auch für sehr umfangreiche Lerninhalte angewendet werden.

## Forschung
Spaced repetition beruht auf den Erkenntnissen von Hermann Ebbinghaus, der die Vergessenskurve beschrieb, zugleich aber erkannte, dass man dem Vergessen durch Wiederholung entgegenwirken kann. Der Lerneffekt der Spaced-repetition-Methode wurde zuerst 1932 in der Monografie Psychology of Study von Cecil Alec Mace beschrieben: „Die vielleicht wichtigsten Erkenntnisse sind diejenigen, die die sinnvolle Verteilung der Lernperioden betreffen ... Wiederholungen sollten in graduell zunehmenden Intervallen erfolgen, etwa in der Größenordnung von einem Tag, zwei Tagen, vier Tagen, acht Tagen und so weiter.“
Im Jahr 1939 zeigte H. F. Spitzer die Wirksamkeit der Spaced-repetition-Methode an über 3,600 Sechstklässlern in Iowa auf, die naturwissenschaftliche Fakten lernten. Diese Forschung blieb unbemerkt. Erst in den 1960er Jahren untersuchten Kognitionspsychologen wie Melton und Landauer/Bjork die Anpassung des Wiederholungsintervalls als Methode zum Verbessern des Abrufs gelernter Inhalte. Diese und weitere Untersuchungen beschränkten sich in der Regel auf alltagsbezogen unrealistisch kurze Behaltenszeiträume von einigen Stunden, weil sie sich in Laborstudien gut untersuchen lassen. In einem Review, das über 400 Untersuchungen zusammenfasst, waren nur wenige mit Behaltenszeiträumen von Tagen oder Wochen enthalten. Erst in den 2000er Jahren wurde die Überlegenheit auch für lange Zeiträume von über einem Jahr nachgewiesen und quantifiziert. Die Effekte von spaced repetition werden von dessen Autoren als sehr groß eingestuft. Die Länge des Abstands zwischen zwei Lernepisoden hängt zudem in nichtmonotoner Weise mit der Behaltensleistung zusammen: Bis zu einer gewissen Länge steigt die Behaltensleistung mit dem Abstand, dann sinkt sie wieder. Für unterschiedliche Behaltensintervalle liegt das Optimum an unterschiedlichen Stellen: Je länger man etwas behalten möchte, umso länger sollte der Abstand zwischen zwei Lernepisoden sein. Möchte man etwas mehrere Jahre lang behalten, ergeben Lernabstände von mehreren Monaten den besten Effekt - etwa eine Verdoppelung der Gedächtnisleistung.
Eine Einschränkung bisheriger Forschung ist, dass üblicherweise einfaches Faktenwissen gelernt wird. Wie weit die Ergebnisse auf realistische Lernleistungen im Bildungskontext übertragen werden, ist nicht ganz klar, insbesondere bei langen Behaltensintervallen.

## Lehrkarteien-Methode
In den 1960er Jahren wurde auch die Pimsleur-Methode als erste praktische Anwendung der Spaced-repetition-Theorie auf das Lernen von Sprachen bekannt. 1973 konzipierte Sebastian Leitner sein „Leitner-System“, ein Allzweck-Lernsystem auf der Basis von spaced repetition mit einer Lernkartei.

## Software

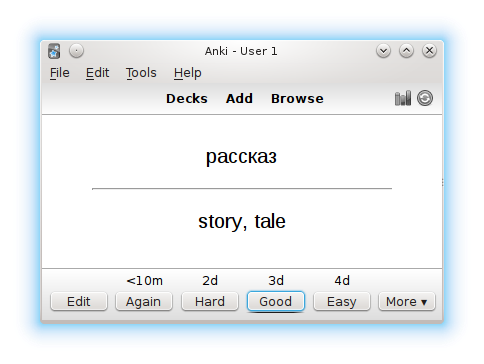
Die Software Anki im Einsatz beim Lernen russischer Vokabeln

Seit den 1980er Jahren wird die Spaced-repetition-Methode auch auf Computern mit Lernsoftware umgesetzt. Solche Software ermöglicht es, eine virtuelle Lernkartei mit Hunderten oder Tausenden von Karten zu verwalten. Diese werden der lernenden Person je nachdem, wie rasch oder gut sie die Lerninhalte wiedergibt, früher oder später wieder vorgehalten.
Spaced-repetition-Software (SRS) basiert in der Regel auf dem Lernkarteimodell: Die lernende Person erfasst zunächst die Lerninhalte als Frage-Antwort-Paare, die der Vorder- oder Rückseite einer Karte entsprechen.
Wenn eine Karte abgefragt wird, zeigt die Software die Frage an, und die lernende Person versucht, die Antwort wiederzugeben. Dann lässt sich die lernende Person die richtige Antwort anzeigen und gibt ein, als wie schwierig sie die Frage empfand. Gestützt auf diese Angabe und abhängig vom verwendeten Algorithmus wird die Software dieselbe Frage entweder früher oder später erneut abfragen.
Zu den vielen SRS, die (teils als proprietäre, teils als freie und quelloffene Software) verfügbar sind, gehören Anki, Brainscape, Cerego, Course Hero, Lingvist, Memrise, Mnemosyne, Pleco Software, Skritter, SuperMemo, Synap und WaniKani.

### Algorithmen
Zur Umsetzung von spaced repetition mit Software gibt es verschiedene Algorithmen, wie:
- solche auf der Basis von neuronalen Netzen[9]
- das Leitner-System mit fünf Stufen und beliebig vielen Schritten
- die „SuperMemo“-Algorithmenfamilie

Ob die genaue Länge der Intervalle eine Auswirkung auf den Lernerfolg hat oder nicht, war zunächst umstritten. Erste Experimente gelangten zu uneinheitlichen Ergebnissen, während eine neue Untersuchung, die lange Intervalle einschloss, sehr deutliche Effekte des Intervalls berichtet.
Die Sprachenlernmethode, die Paul Pimsleur 1967 einführte,  sieht besonders kurze Abstände zwischen den ersten Wiederholungen vor: 5 Sekunden, 25 Sekunden, 2 Minuten, 10 Minuten, 1 Stunde, 5 Stunden und so weiter bis zu zwei Jahren.

## Unterrichtsmethode
Das Konzept der Spaced Repetition beschränkt sich nicht auf das Selbststudium von Vokabeln oder Begriffen, sondern wird auch auf andere Konzepte und in organisierten Lehrveranstaltungen übertragen. Insbesondere gilt dies auch für die schulische und universitäre Lehre, wobei Lehrende wichtige Konzepte in verschiedenen Formaten in zeitlichen Abständen wiederholt erneut behandeln. Besonders effektiv kann dies sein, wenn Lernenden mit dem Inhalt interagieren und ihn so auch mit neuen Konzepten verknüpfen. Instrumente hierzu sind zum Beispiel themenübergreifende, kurze Quiz, die am Anfang einer Unterrichtsstunde oder Vorlesung gegeben werden, Wiederbringen von vorhergehenden Lehrinhalten in Rahmen von aktivierenden Lehrmethoden wie Peer Instruction oder Auseinandersetzung mit dem Material im Rahmen von Hausübungen oder Projekten. Einschränkend ist zu bemerken, dass das optimale Intervall je nach gewünschter Behaltensleistung bei mehreren Wochen liegen kann.